# Двигатель Toyota KR
Двигатели Toyota серии KR — трёхцилиндровые рядные бензиновые двигатели, разработанные Дайхацу, дочерней компанией Toyota. Двигатель 1KR состоит из алюминиевого блока цилиндров и цепным приводом распредвала. Система подачи топлива инжекторная, 4 клапана на цилиндр, система газораспределения VVT-i. Со всем навесным оборудованием вес двигателя составляет 69 кг, что связано с характером эксплуатации автомобилей в городских условиях.

## 1KR-FE
Двигатель 1KR-FE имеет объём 1,0 л (996 см3) и строился в Японии и Польше. Диаметр цилиндра 71 мм, ход поршня 84 мм, а степень сжатия 10,5:1. Мощность двигателя 67 л. с. (49 кВт) при 6000 об/мин, крутящий момент 91 Н⋅м при 4800 оборотах в минуту. Некоторые версии достигали мощности 71 л. с. (52 кВт) при 6000 об/мин и крутящий момент 94 Н⋅м при 3600 оборотах в минуту. С появлением двигателя, он столкнулся с новым стандартом Евро 4, согласно которым максимальным уровнем углекислого газа устанавливалось значение в 109 г/км, но показатели двигателя соответствовали уже стандарту Евро 5, и не превышали 99 г/км. Двигатель признавался в 2007, 2008, 2009 и 2010 годах Двигателем года, в категории 1,0-литровых двигателей.
1KR-FE устанавливался на:
- Toyota Passo/Daihatsu Boon
- Toyota Aygo/Citroën C1/Peugeot 107
- Kia Picanto (с 2004 года)
- Toyota Vitz/Yaris (с 2005 года)
- Toyota Belta (2006—2012)
- Toyota iQ
- Daihatsu Cuore L276 (с сентября 2007 года)
- Daihatsu Sirion M300
- Subaru Justy (с 2008 года)
- Toyota Wigo (с 2014 года)
- Daihatsu Xenia (2016)

## 1KR-DE
Двигатель 1KR-DE является вариантом двигателя 1KR без системы VVT-i. С него снимается меньше мощности и крутящего момента, чем 1KR-FE. Они составляют соответственно 65 л. с. (48 кВт) при 6000 об/мин и 85 Н⋅м при 3600 об/мин. Диаметр цилиндра 71 мм и ход поршня 84 мм. Рабочий объём двигателя составляет 1,0 л (998 см3).
Этот двигатель был специально разработан для индонезийского рынка, чтобы снизить стоимость. Клапанная крышка сделана из пластика вместо алюминия, что уменьшило вес на 10 кг.
1KR-DE устанавливался на:
- Toyota Agya/Daihatsu Ayla (2013—2023)[6]
- Toyota Agya/Wigo (2013—2017)
- Daihatsu Hi-Max (2016—2019)[7]

## 1KR-DE2
1KR-DE2 — это более мощный вариант модели двигателя 1KR-DE, доработанный Perodua. Мощность двигателя 66 л. с. (49 кВт) при 6000 об/мин, а крутящий момент 90 Н⋅м при 3600 об/мин. Диаметр цилиндра и ход поршня 71 мм и 84 мм соответственно. Рабочий объём двигателя остался так же прежним (998 см3). Двигатель 1KR-DE2 соответствует Евро 4, но в нём по-прежнему нет системы VVT-i. Степень сжатия составляет 11:1.
1KR-DE2 устанавливается на:
- Perodua Axia (с 2014 года)

## 1KR-VE
1KR-VE — это более мощный вариант модели двигателя 1KR-DE2, доработанной Perodua. Мощность нового двигателя 67 л. с. при 6000 об/мин, а крутящий момент 91 Н⋅м при 4400 об/мин, что увеличено на 1 л. с. и 1 Н⋅м по сравнению с 1KR-DE2. Расход топлива на 100 км составил 4,4 л для механической коробки и 4,7 л для автоматической. Новый двигатель получил систему VVT-i на впускных клапанах. Также были введены несколько незначительных изменений для повышения эффективности использования топлива. Заметные изменения включают в себя более высокую степень сжатия 11,5:1 и более длинный впускной коллектор.
1KR-VE устанавливается на:
- Daihatsu Sigra (Non ECO Mode) (с 2016 года)
- Perodua Bezza (с 2016 года)
- Perodua Axia (с 2017 года)

## 1KR-VET
1KR-VE (996 см3) — версия 1KR-VE с турбонаддувом, степенью сжатия 9,5:1 и красной зоной 6200 об/мин. Двигатель выпускается компанией Daihatsu и устанавливается на Daihatsu Thor и Daihatsu Rocky (A200/A250). Двигатель развивает мощность 72 кВт (97 л. с.) и крутящий момент 140—149 Н⋅м.
1KR-VET устанавливается на:
- Daihatsu Thor/Toyota Tank/Toyota Roomy/Subaru Justy (с 2016 года)
- Daihatsu Rocky/Toyota Raize (с 2019 года)
- Perodua Ativa (с 2021 года)

## 1KR-B52
1KR-B52 устанавливается на автомобили Citroën C1 и Peugeot 106 с 2016 года. Впервые двигатель был представлен на Citroën C1 в комплектациях UrbanRide и Elle, а позже — во всех комплектациях. Двигатель соответствует нормам выбросов Евро-6.2 при одновременном повышении мощности до 54 кВт (72 л. с.) и экономии топлива до 58,8 миль на галлон в смешанном цикле WLTP. Выбросы CO2 составляют 110 г/км.
1KR-B52 устанавливается на:
- Citroën C1/Peugeot 108 (2016—2021)
- Toyota Aygo X (c 2022 года)